# Wallfahrtskapelle (Gschnaidt)

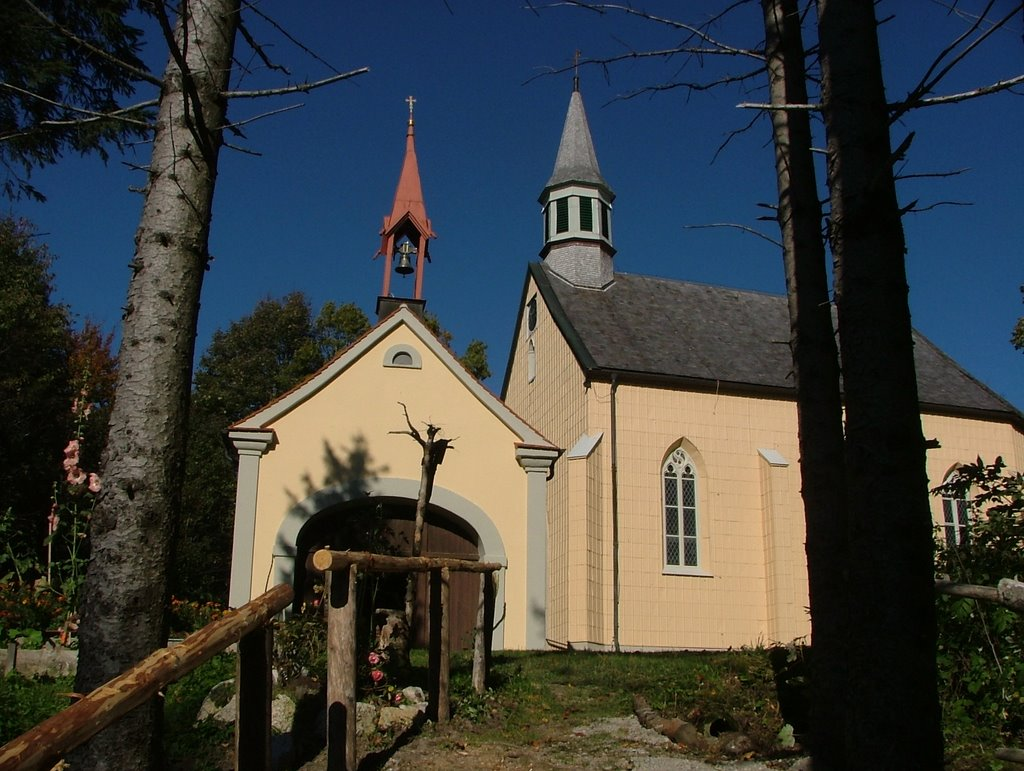
Alte (links) und neue (rechts) Wallfahrtskapelle in Gschnaidt

Die römisch-katholische Wallfahrtskapelle befindet sich in Gschnaidt, einem Ortsteil von Altusried im Landkreis Oberallgäu (Bayern). Die Kapelle steht unter Denkmalschutz. Die geostete Wallfahrtskapelle befindet sich unmittelbar neben der alten Wallfahrtskapelle und wurde im Jahr 1856 durch den Maurermeister Martin aus Grönenbach errichtet. Eingeweiht wurde sie ein Jahr später, 1857. Auf dem dreiseitig geschlossenen Saal befindet sich ein oktogonaler Dachreiter. Der Saal besteht aus zwei Fensterachsen mit Maßwerkfenstern. Die Decke des Saales bildet ein Netzgewölbe.
Die neugotische Einrichtung stammt aus der Erbauungszeit. Aus dem 18. Jahrhundert stammt die Holzfigur der Immaculata. Das Gemälde der Kreuzigung ist mit Fahrenschon 1855 signiert. Die Votivbilder stammen aus dem 19. Jahrhundert.